# Московское (электродепо, Санкт-Петербург)
ТЧ-3 «Моско́вское» — тяговое электродепо Петербургского метрополитена, расположено на юге Петербурга за станцией «Купчино» Московско-Петроградской линии. Временно обслуживает Лахтинско-Правобережную линию.

## История
Электродепо было введено в эксплуатацию 12 декабря 1972 года.
На парковых путях впервые в Петербургском метрополитене введена блочная маршрутно-релейная централизация.
Первоначально депо было укомплектовано вагонами типа Д. С 1981 года началась эксплуатация вагонов Ем.
В 1988 году в депо пришли новые вагоны 81-717/714 и за 4 года они полностью вытеснили вагоны типа Д. В августе — сентябре 1998 года происходил обмен вагонов Ем на 81-717/714 с депо «Невское».
С 1 августа 2013 года по 4 сентября 2019 года депо «Московское» обслуживало Фрунзенско-Приморскую линию, а 1 июня 2019 года была передана Правобережная линия.

## Обслуживаемые линии
| Линия                         | Период                                           |
| ----------------------------- | ------------------------------------------------ |
| Московско-Петроградская линия | 1972—2013 (до 2000 — единственное депо на линии) |
| Лахтинско-Правобережная линия | с 2019                                           |
| Фрунзенско-Приморская линия   | 2013—2019                                        |

## Подвижной состав

### Пассажирский подвижной состав
| Тип                      | Период                                                                |
| ------------------------ | --------------------------------------------------------------------- |
| Д                        | 1972—1992                                                             |
| Ема, Ем, Емх             | 1972—1998                                                             |
| Ема-502, Ем-501, Емх-503 | 1972—1998                                                             |
| 81-717/714               | 1998—2013, с 2016 (промежуточные) 1998—2013, с 2019 (головные вагоны) |
| 81-717.5/714.5           | 1988—2019 (головные вагоны) с 1988 (промежуточные)                    |
| 81-717.5П/714.5П         | с 2013                                                                |
| 81-540/541               | с 2013                                                                |
| 81-540.1/541.1           | 1997—2013                                                             |
| 81-540.2/541.2           | 2013—2019, с 2022 (вагон 81-541.2 №11607)                             |
| 81-540.5/541.5           | 2013—2019 (головные вагоны) с 2013 (промежуточные)                    |
| 81-540.7/541.7           | 2016—2019                                                             |
| 81-540.8/541.8           | c 2013 (промежуточные)                                                |
| 81-540.9/541.9           | 2005—2013                                                             |

## Расположение
Располагается за станцией «Купчино».
В депо имеется соединительная ветвь с железной дорогой, выходящая к угольному складу за Витебским проспектом, после гейта к железнодорожным путям, пути метрополитена вновь ответвляются, идут дальше, заходят опять на территорию депо и заканчиваются складом рельсов. Кроме того, на парковых путях имеется тупик, идущий в сторону железнодорожной станции Купчино, но он не стыкуется с железнодорожными путями, а заканчивается закрытыми воротами. В неосуществлённом варианте кросс-платформенной пересадки между станциями метро и железной дороги здесь размещался второй, резервный гейт.